# Piaskowo (powiat gryfiński)
Piaskowo (dawniej: niem. Gut Neuendorf) – osada w Polsce położona w województwie zachodniopomorskim, w powiecie gryfińskim, w gminie Banie. Na wschód od wsi przebiega droga wojewódzka nr 121 łącząca Gryfino i Myślibórz.
W 2003 r. osada miała 63 mieszkańców.
W latach 1975–1998 miejscowość położona była w województwie szczecińskim.
Piaskowo jest niewielką osadą położoną we wschodniej części gminy Banie. Nieznana jest data jest powstania, ale przyjmuje się, że nie było to później niż w XVIII w. Na mapie z 1888 r. oznaczono zespół folwarczny z dworem, parkiem i małym zespołem budynków mieszkalnych. Do czasów dzisiejszych zachował się budynek gospodarczy i park krajobrazowy z XIX w. Po II wojnie światowej w Piaskowie funkcjonowało państwowe gospodarstwo rolne.
Na zachód od Piaskowa znajduje się jezioro Dłużec.